# アゼルバイジャンの気候

アゼルバイジャンのケッペンの気候区分地図。

アゼルバイジャンの気候（アゼルバイジャンのきこう、英語: Climate of Azerbaijan）は多様であり、ケッペンの気候区分11種類のうち9種類がアゼルバイジャンでみられる。

## 地理
アゼルバイジャンは亜熱帯の最北部、コーカサス南東部、イラン高原南西部に位置する。この地域と地形の複雑さに加えて、カスピ海に近いことと、日照や多くの気団の影響により、アゼルバイジャンの気候が多様になっている。

### 地形
アゼルバイジャンは山がちな地形であり、大コーカサス山脈、小コーカサス山脈、タリシュ山脈、そして北イランの山脈に囲まれている。東部では大コーカサス山脈と小コーカサス山脈の間にカスピ海まで続くクラ＝アラクス低地がある。北部に位置し、北西から南東へと続く大コーカサス山脈により、アゼルバイジャンが北方の冷気団の影響を直接受けないようになっているため、アゼルバイジャンの山麓や平原地帯は大半が亜熱帯気候になっている。ほかの山脈も気団の動きに影響を及ぼす。このように複雑な地形により、細い気候帯が地図上にみられる。

### 日照時間

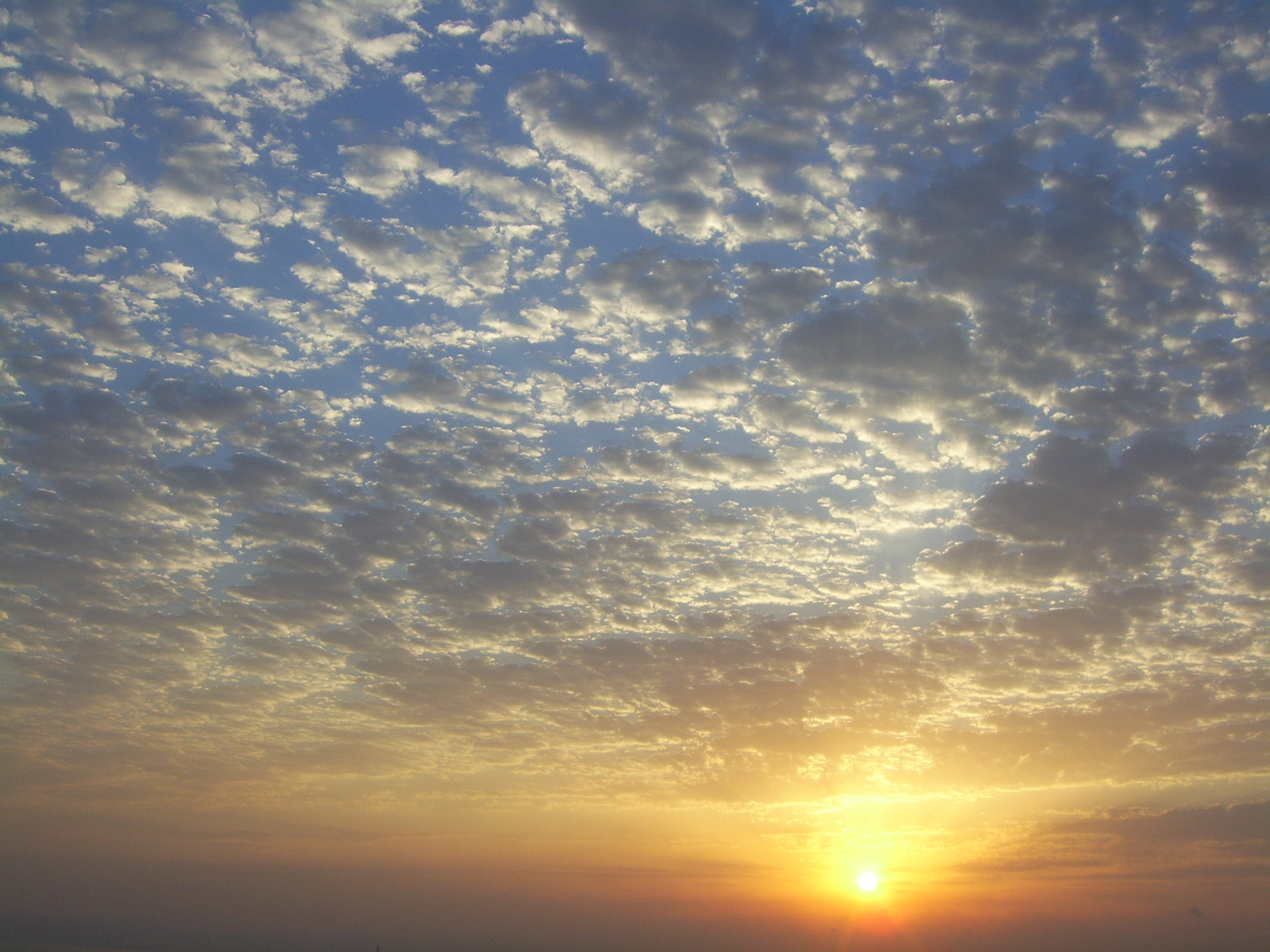
アゼルバイジャンの日没

アゼルバイジャンの山麓と平原地帯は太陽の放射照度が高い。例えば、クラ＝アラクス低地、アブシェロン半島などでは年間日照時間が2,200から2,400時間になっており、ナヒチェヴァン地域のアラス川流域では2,600から2,800時間になっている。一方で山岳地帯では曇りの時期が長く、年間日照時間が1,900から2,200時間にとどまる。ただし、標高3,000メートル (9,800 ft)以上の地域では日照時間が2,200から2,500時間になっている。
アゼルバイジャンの日照エネルギーは平均で128から132kcal/cm2（118から122kWh/ft2）になっている。標高が500 - 600メートル (1,600 - 2,000 ft)まで上がると日照エネルギーは120から124kcal/cm2（109から113kWh/ft2）に下がるが、標高がさらに上がると逆に日照エネルギーは増え、大コーカサス山脈と小コーカサス山脈の標高3,000メートル (9,800 ft)以上の地域では140から150kcal/cm2（129から139kWh/ft2）になる。
ナヒチェヴァン地域のアラス川流域では148から150kcal/cm2（137から139kWh/ft2）であり、ナヒチェヴァン地域の山岳地帯で152から160kcal/cm2（140から148kWh/ft2）まで上がる。

### 気団の動き
アゼルバイジャンの気候は温帯のシベリア高気圧、北極圏の寒気団、中央アジアの高気圧、熱帯の低気圧など多くの気団の影響を受けるが、アゼルバイジャン周辺の山脈によりそれぞれの影響が異なっている。

## 気温

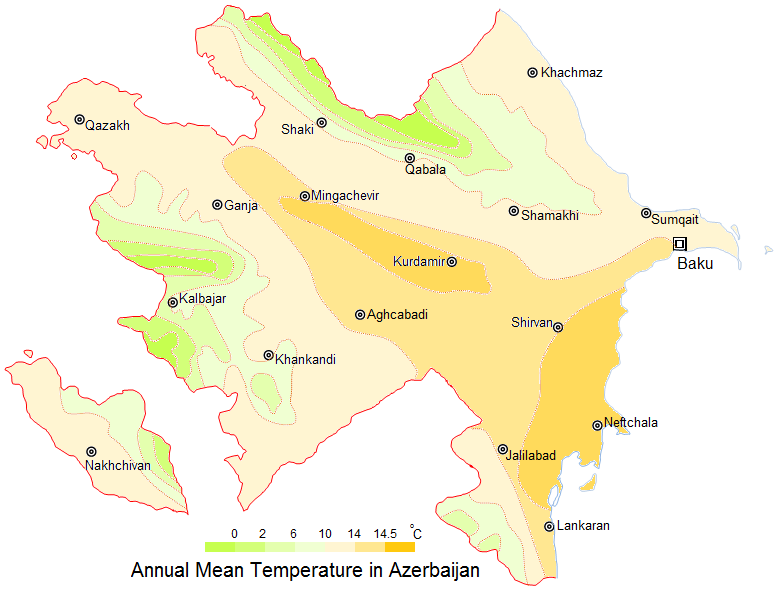
アゼルバイジャンの年間平均温度(°C)。

アゼルバイジャンの気温を影響する要因としては気団、地形、カスピ海への近さが挙げられる。海岸地域（沿岸20kmまでの地域）はカスピ海の影響を受けて、夏の気温が他の地域より下がり、冬は逆に上がる。また、カスピ海は中央アジアからの熱く乾燥した気団の影響を低減させる。クラ＝アラクス低地、アブシェロン半島の南にある沿岸地域、ランカラン低地の年間平均気温は14–15 °C (57–59 °F)になっているが、山岳地帯に近くなるほど下がる傾向にあり、標高2,000メートル (6,600 ft)では平均で4–5 °C (39–41 °F)に、標高3,000メートル (9,800 ft)では平均で1–2 °C (34–36 °F)になる。
全国最低気温−33 °C または −27.4 °Fと全国最高気温46 °C または 114.8 °Fはいずれもナヒチェヴァン地域のジュルファ県とオルドゥバド県で観測された。

## 降水量

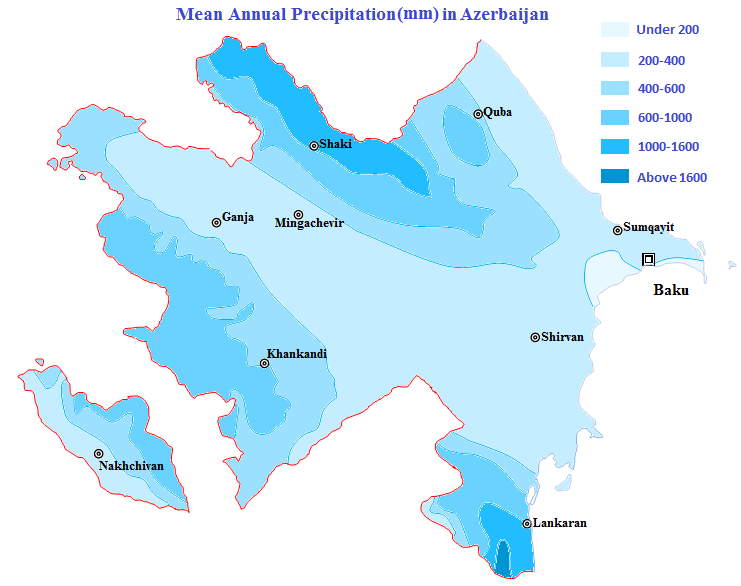
アゼルバイジャンの年間平均降水量(mm)。

アゼルバイジャンにおいて、年間降水量が最も高い地域はレンキャラン（1,600 - 1,800ミリメートル (63 - 71 in)）で、最も低い地域はアブシェロン半島（200 - 350ミリメートル (7.9 - 13.8 in)）である。

## 気候区分

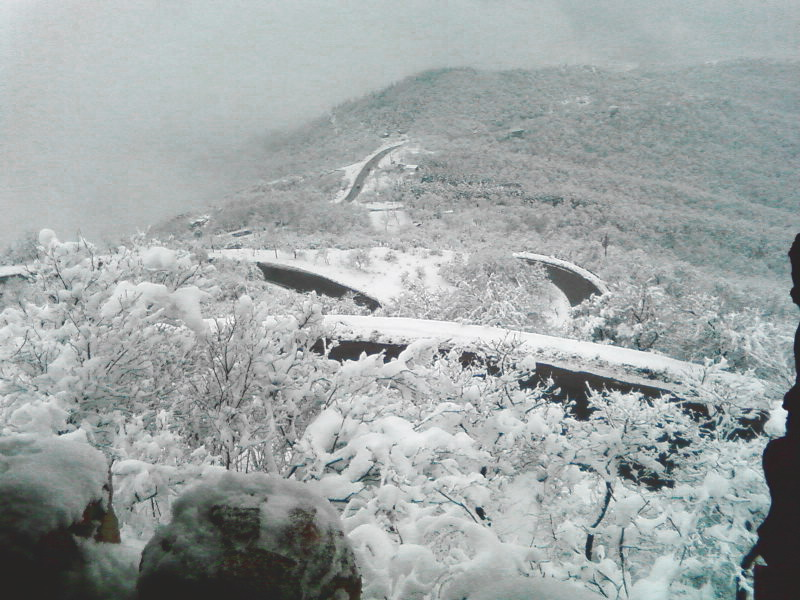
シャマフ県の冬

アゼルバイジャン各地の天気、気温、湿度、降水量による区分ではケッペンの気候区分11種類のうち9種類がみられる。